# 癌症基因组图谱
癌症基因组图谱（英語：The Cancer Genome Atlas，缩写TCGA）是由美国国家癌症研究所（National Cancer Institute，NCI）和国家人类基因组研究所（National Human Genome Research Institute，NHGRI）2005年共同发起的癌症基因组计划，旨在利用高通量基因组分析技术发现癌症治疗的新靶标。
其一期“先遣计划”（"pilot project"）开始于2006年，集中研究三种恶性肿瘤：胶质母细胞瘤、肺癌和卵巢癌。2009年计划进入二期，预计到2014年分析20至25种肿瘤。到2015年底二期计划初步完成时，已完成了33种肿瘤的分析，其中包括十种罕见肿瘤。